# Майорга, Рикардо
Рикардо Майорга (исп. Ricardo Mayorga; 3 октября 1973, Манагуа, Никарагуа) — никарагуанский боксёр-профессионал, выступающий в 1-й средней весовой категории. Бывший чемпион мира в полусредней (версия WBA, 2002—2003; версия WBC, 2003) и 1-й средней (версия WBC, 2005—2006) весовых категориях. Победил 4 боксёров, из них 3 нокаутом, за титул чемпиона мира. Благодаря своему эксцентричному поведению на ринге и за его пределами, усилиями спортивных обозревателей приобрёл репутацию образцового злодея, склонного к безнравственным выходкам, курению и алкоголизму, сквернословию в адрес окружающих, презирающего тренировки, при этому умудряющегося побеждать выдающихся боксёров из первой десятки мирового рейтинга.

## Биография

### 1993—2002
Дебютировал в 1993 году. В начале карьеры, боксируя в Никарагуа и Коста-Рике, потерпел 3 поражения, что является стандартной ситуацией для большинства латиноамериканских боксеров, так как боксёры из Южной Америки из-за денег часто выходят на ринг против всех подряд. В 2001 году перебрался в США.
В 2001—2002 годах дважды бился с небитым Эндрю Льисом. В 1-й бой из-за столкновения головами был объявлен не состоявшимся (no contest).

### 30 марта2002Рикардо Майорга —Эндрю Льюис (2-й бой)
- Место проведения:  Соверейн Центр, Рединг, Пенсильвания, США
- Результат: Победа Майорги техническим нокаутом в 5-м раунде в 12-раундовом бою
- Статус: Чемпионский бой за титул WBA в полусреднем весе (3-я защита Льюиса)
- Рефери: Руди Бэттл
- Счет судей: Роберт Грассо (38—38), Линн Картер (38—38), Гильермо Перес Пинеда (39—38 Майорга)
- Время: 2:06
- Вес: Майорга 66,00 кг; Льюис 66,70 кг
- Трансляция: Showtime

В марте 2002 года состоялся 2-й бой между Майоргой и Эндрю Льисом. В 5-м раунде Майорга обрушил град ударов на Льюиса. Льюис упал. Он встал на счет 6, но не не среагировал на команду рефери о готовности продолжать бой. Рефери остановил поединок.

### 25 января2003Вернон Форрест —Рикардо Майорга
- Место проведения:  Печанга Энтертеймент Центр, Темекьюла, Калифорния, США
- Результат: Победа Майорги техническим нокаутом в 3-м раунде в 12-раундовом бою
- Статус: Чемпионский бой за титул WBC в полусреднем весе (2-я защита Форреста); чемпионский бой за титул WBA в полусреднем весе (1-я защита Майорги)
- Рефери: Марти Денкин
- Время: 2:06
- Вес: Форрест 66,50 кг; Майорга 66,20 кг
- Трансляция: HBO
- Счёт неофициального судьи: Харольд Ледерман (18—19 Майорга)

В январе 2003 года Майорга вышел на объединительный поединок против непобеждённого и считавшегося фаворитом Вернона Форреста. Вопреки обыкновению американец принял атакующий стиль боя, попытавшись перерубить никарагуанского нокаутера. В конце 1-го раунда Майорга провел сумбурную атаку, и Форрест, зацепившись за ногу никарагуанца, оказался на полу. Рефери отсчитал спорный нокдаун. В серединее 3-го раунда Майорга провёл несколько хуков с обеих рук. Форрест облокотился на канаты. Майорга тут же сильным правым крюком попал в голову американца, и тот упал на канвас. Он сразу же поднялся, но был в явно не адекватном состоянии. Рефери досчитал до 8, и оценив состояние Форреста, остановил бой.

### 2004—2004
В июле 2003 года состоялся реванш между Верноном Форрестом и Рикардо Майоргой. Решением большинства судей победу праздновал никарагуанец.
В декабре 2003 году в бою за звание абсолютного чемпиона во 2-м полусреднем весе большинством голосов Майорга проиграл Кори Спинксу.

### 2 октября2004Феликс Тринидад —Рикардо Майорга
- Место проведения:  Мэдисон Сквер Гарден, Нью-Йорк Сити, Нью-Йорк, США
- Результат: Победа Тринидада техническим нокаутом в 8-м раунде в 12-раундовом бою
- Статус: Рейтинговый бой
- Рефери: Стив Смогер
- Счет судей: Гуй Джутрас (68—64), Фред Уччи (68—64), Стив Вейсфелд (67—64) — все в пользу Тринидада
- Время: 2:39
- Вес: Тринидад 71.60 кг; Майорга 71.70 кг
- Трансляция: HBO PPV
- Счёт неофициального судьи: Харольд Ледерман (68—63 Тринидад)

В октябре 2004 года Рикардо Майорга встретился с вернувшимся на ринг Феликсом Тринидадом. Благодаря агрессивности обоих противников, бой получился очень зрелищным. В 3-м раунде Майорга правым крюком попал по Тринидаду и тот, не удержав равновесие, дотронулся перчаткой до пола. Рефери отсчитал нокдаун. В конце 5-го раунда Тринидад зажал Майоргу в углу и выпустил огромное количество точных ударов в голову Майорги. Маойрга еле достоял до гонга. В 6-м раунде Тринидад, увлекшись атакой, левым крюком попал Майорге по бедру. Рефери дал 5 минут передышки никарагуанцу. В 7-м раунде пуэрториканец тем же ударом вновь попал по бедру Майорге, но рефери бой не стал прерывать. В середине 8-го раунда Майорга пропустил точный левый крюк от Тринидада и пошатнулся. Тринидад, воспользовавшись ситуацией, сразу же выбросил ещё серию ударов по голове. Майорга отошёл назад. Тринидад несколькими крюкам попал точно в голову. Майорга зашёл в угол. Тринидад продолжал бомбить его. Майорга вышел из угла. Тринадад выбросил левый крюк, который пришёлся прямо в печень Майорге и тот, согнувшись, опустился на пол. Майорга встал, и попытался форсировать события в контратаке. Тринидад ещё раз выбросил крюк по печени, но попал по защите, а затем провел серию ударов в голову. Под градом ударов Майорга опустился на пол, сев на колено. Он поднялся. Тринадад тут же всадил несколько быстрых ударов в челюсть с обеих рук. Майорга отошёл к канатам. Тринидад провел ещё серию ударов, и Майорга вновь опустился на пол. На этот раз рефери считать не стал, и остановил бой.

### 2005—2006
В 2005 году завоевал титул чемпиона в 1-м среднем весе, одолев Микеле Пиччирилло.
В 2006 году одном зрелищном бою Майорга был нокаутирован Оскаром де ла Хойей.
В 2010 году нокаутировал Майкла Уолкера

### 23 ноября2007Фернандо Варгас —Рикардо Майорга
- Место проведения:  Стэплс Центр, Лос-Анджелес, Калифорния, США
- Результат: Победа Майорги решением большинства в 12-раундовом бою
- Статус: Рейтинговый бой
- Рефери: Рауль Каис
- Счёт судей: Гленн Троубридж (112—114 Майорга), Дэвид Мендоса (113—113), Макс Де Лука (111—115 Майорга)
- Вес: Тринидад 74,40 кг; Майорга 74,40 кг
- Трансляция: Showtime PPV

В ноябре 2007 года Рикардо Майорга вышел на ринг против Фернандо Варгаса. В конце 1-го раунда Майорга прижал у канатов Варгаса и провёл серию ударов. Варгас упал, но сразу же встал. В конце 11-го раунде Майорга левым хуком послал противника в нокдаун. Варгас сразу же поднялся. Сразу после отсчёт нокдауна прозвучал гонг. По итогам 12 раундов судьи решением большинства голосов объявили победителем Майоргу. В послематчевом интервью Варгас назвал свои падения флеш-нокдаунами.

### 27 сентября2008Шейн Мосли —Рикардо Майорга
- Место проведения:  The Home Depot Center, Карсон, Калифорния, США
- Результат: Победа Мосли нокаутом в 12 раунде
- Статус: Рейтинговый бой
- Рефери: Дэвид Мендоса
- Счет судей: Тони Кребс (107—102), Пэт Расселл (104—105), Нелсон Васкес (105—104) —
- Время: 2:59
- Вес: Мосли 69,6 кг; Майорга 69,6 кг
- Трансляция: HBO
- Счёт неофициального судьи: Харольд Ледерман (107—102 Мосли)

В сентябре 2008 года состоялся бой между Рикардо Майоргой и Шейном Мосли. Майорга имел инициативу в 1-й половине боя: его удары чаще доходили до цели. В середине 6-го раунда Мосли провёл несколько серий в открытую голову противнику. Майорга выдержал все удары. Во 2-й половине боя Мосли стал превосходить противника. В конце 12-го раунда Мосли провёл несколько хуков в голову Майорги. Никарагуанец попытался спастись в клинче, но неудачно. Мосли провёл левый хук в челюсть, а затем туда же левый свинг. Майорга упал на колени. Он поднялся на счёт 8. Американец тут же пробил точный левый хук в челюсть. Майорга рухнул на канвас. Рефери прекратил бой, не открывая счёт. В это же время прозвучал гонг. Майорга не пытался встать, пролежав на ринге около минуты. Всю концовку поединка зал радостно орал, болея
за американца.

### 12 марта2011Мигель Котто —Рикардо Майорга
- Место проведения:  ЭмДжиЭм Гранд, Лас-Вегас, Невада, США
- Результат: Победа Котто техническим нокаутом в 12-м раунде в 12-раундовом бою
- Статус: Чемпионский бой за титул чемпиона мира по версии WBA в первом среднем весе (1-я защита Котто)
- Рефери: Роберт Берд
- Время: 0:53
- Вес Котто 69,9; Майорга 69,9
- Трансляция: Showtime PPV

В марте 2011 года Котто проводил первую защиту титула WBA в первом среднем весе против известного никарагуанца Рикардо Майорги. Майорга время от времени кривлянием в ринге старался вывести противника из равновесия. Котто, однако, спокойно продолжал делать свою работу, и в 12-м раунде после пропущенного левого бокового в голову Майорга сначала оказался в нокдауне, а затем отказался продолжать бой, сославшись на травму левой руки.

## Результаты боёв
В таблице перечислены результаты всех поединков боксёров.
В каждой строке указан результат поединка. Дополнительно номер поединка обозначен цветом, который обозначает итог поединка. Расшифровка обозначений и цветов представлена в нижеследующей таблице.
| Пример | Расшифровка                     |
| ------ | ------------------------------- |
|        | Победа                          |
|        | Ничья                           |
|        | Поражение                       |
|        | Планируемый поединок            |
|        | Поединок признан несостоявшимся |
| КО     | Нокаут                          |
| ТКО    | Технический нокаут              |
| PTS    | Решение судей (по очкам)        |
| UD     | Единогласное решение судей      |
| MD     | Решение большинства судей       |
| SD     | Раздельное решение судей        |
| RTD    | Отказ от продолжения боя        |
| DQ     | Дисквалификация                 |
| NC     | Поединок признан несостоявшимся |

| Бой | Дата             | Соперник               | Судьи                  | Место боя                                                       | Раундов | Результат        | Дополнительно              |
| --- | ---------------- | ---------------------- | ---------------------- | --------------------------------------------------------------- | ------- | ---------------- | -------------------------- |
| 45  | 7 апреля 2018    | Родольфо Гомес мл.     | Тони Гарсия            | Ларедо, США                                                     | 10      | Поражение        | TKO8                       |
| 44  | 3 ноября 2017    | Андрей Сироткин        | Эркки Меронен          | Нижний Новгород, Россия                                         | 12      | Поражение        | RTD9                       |
| 43  | 1 апреля 2017    | Джаудил Сепеда         | Альберто Мендес        | Манагуа, Никарагуа                                              | 10      | Победа           | TKO3                       |
| 42  | 29 августа 2015  | Шейн Мосли             | Рауль Каиз Мл.         | Инглвуд, США                                                    | 12      | Поражение        | KO6                        |
| 41  | 20 декабря 2014  | Андрик Саралеги        | Рамон Гонсалес         | Манагуа, Никарагуа                                              | 8       | Победа           | TKO5                       |
| 40  | 27 сентября 2014 | Аллен Медина           | Джеральд Риттер        | ОКС ДаунТаун Эйрпарк, Оклахома-Сити, Оклахома, США              | 6       | Победа           | TKO1                       |
| 39  | 12 марта 2011    | Мигель Котто           | Роберт Бёрд            | ЭмДжиЭм Гранд, Лас-Вегас, Невада, США                           | 12      | Поражение        | TKO12                      |
| 38  | 17 декабря 2010  | Майкл Уолкер           | Томми Киммонс          | Американ Эйрлайнс Арена, Маями, Флорида, США                    | 10      | Победа           | TKO9                       |
| 37  | 27 сентября 2008 | Шейн Мосли             | Дэвид Мендоса          | Хоум Дэпот Центр, Карсон, Калифорния, США                       | 12      | Поражение        | KO12                       |
| 36  | 23 ноября 2007   | Фернандо Варгас        | Рауль Каиз             | Стэплс Центр, Лос-Анджелес, Калифорния, США                     | 12      | Победа           | MD 113—113 114—112 115—111 |
| 35  | 6 мая 2006       | Оскар де ла Хойя       | Джей Неди              | ЭмДжиЭм Гранд Хотел энд Казино, Лас-Вегас, Невада, США          | 12      | Поражение        | ТКО6                       |
| 34  | 13 августа 2005  | Микеле Пиччирилло      | Геральд Скотт          | Юнайтед Центр, Чикаго, Иллинойс, США                            | 12      | Победа           | UD 117—108 117—110 120—105 |
| 33  | 2 октября 2004   | Феликс Тринидад        | Стив Смогер            | Мэдисон Сквер Гарден, Нью-Йорк, Нью-Йорк, США                   | 12      | Поражение        | ТКО8                       |
| 32  | 17 апреля 2004   | Эрик Митчелл           | Артур Мерканте младший | Мэдисон Сквер Гарден, Нью-Йорк, Нью-Йорк, США                   | 10      | Победа           | UD 99-90 98-91 97-92       |
| 31  | 13 декабря 2003  | Кори Спинкс            | Тони Орландо           | Боардуолк Холл, Атлантик-Сити, Нью-Джерси, США                  | 12      | Поражение        | MD 112—114 110—117 114—114 |
| 30  | 12 июля 2003     | Вернон Форрест         | Джей Неди              | Орлеанс Хотел энд Казино, Лас-Вегас, Невада, США                | 12      | Победа           | MD 116—112 115—114 114—114 |
| 29  | 25 января 2003   | Вернон Форрест         | Марти Денкин           | Печанга Энтертеймент Центр, Темекьюла, Калифорния, США          | 12      | Победа           | ТКО3                       |
| 28  | 30 марта 2002    | Эндрю Льюис            | Руди Бэттл             | Соверейн Центр, Рединг, Пенсильвания, США                       | 12      | Победа           | ТКО5                       |
| 27  | 28 июля 2001     | Эндрю Льюис            | Марти Денкин           | Стэплс Центр, Лос-Анджелес, Калифорния, США                     | 12      | Бой не состоялся | NC2                        |
| 26  | 3 февраля 2001   | Элиас Крус             |                        | Мандалай Бей Ресорт, Лас-Вегас, Невада, США                     | 10      | Победа           | ТКО3                       |
| 25  | 16 декабря 2000  | Адольфо Саласар        |                        | Турмено, Венесуэла                                              | 12      | Победа           | КО1                        |
| 24  | 24 ноября 2000   | Элвис Герреро          |                        | Сан-Хосе, Коста-Рика                                            | 10      | Победа           | ТКО2                       |
| 23  | 31 августа 2000  | Фелиберто Альварес     |                        | Хотел Мелиа Кариари, Сан-Хосе, Коста-Рика                       | 12      | Победа           | UD                         |
| 22  | 28 июля 2000     | Вальтер Паласиос       |                        | Хотел Мелиа Кариари, Сан-Антонио Де Белен, Сан-Хосе, Коста-Рика | 10      | Победа           | UD                         |
| 21  | 3 июня 2000      | Элио Ортис             |                        | Хотел Мелиа Кариари, Сан-Хосе, Коста-Рика                       | 12      | Победа           | КО10                       |
| 20  | 6 мая 2000       | Мануэль де ла Роса     |                        | Сан-Хосе, Коста-Рика                                            | 12      | Победа           | КО1                        |
| 19  | 7 апреля 2000    | Херман Эспиналес       |                        | Сан-Хосе, Коста-Рика                                            | 12      | Победа           | КО4                        |
| 18  | 18 марта 2000    | Марко Антонио Авендано |                        | Турмено, Венесуэла                                              | 12      | Победа           | ТКО2                       |
| 17  | 27 ноября 1999   | Дисобелиус Уртадо      |                        | Сан-Хосе, Коста-Рика                                            | 10      | Ничья            | TD2                        |
| 16  | 25 сентября 1999 | Джованни Дуран         |                        | Сан-Хосе, Коста-Рика                                            | 10      | Победа           | TKO4                       |
| 15  | 24 июля 1999     | Хосе Кордоба           |                        | Сан-Хосе, Коста-Рика                                            | 12      | Победа           | КО1                        |
| 14  | 12 июня 1999     | Вальтер Паласиос       |                        | Сан-Хосе, Коста-Рика                                            | 10      | Победа           | КО8                        |
| 13  | 24 апреля 1999   | Генри Кастильо         |                        | Сан-Хосе, Коста-Рика                                            | 10      | Победа           | ТКО7                       |
| 12  | 13 марта 1999    | Рафаэль Вальдес        |                        | Сан-Хосе, Коста-Рика                                            | 10      | Победа           | КО1                        |
| 11  | 13 сентября 1998 | Генри Кастильо         |                        | Сан-Хосе, Коста-Рика                                            | 10      | Поражение        | PTS                        |
| 10  | 16 мая 1998      | Рохер Бенито Флорес    |                        | Гимнасио Алексис Аргуэльо, Манагуа, Никарагуа                   | 10      | Поражение        | UD                         |
| 9   | 6 января 1998    | Херман Эспиналес       |                        | Манагуа, Никарагуа                                              | 10      | Победа           | ТКО4                       |
| 8   | 16 декабря 1995  | Мигель Анхель Перес    |                        | Манагуа, Никарагуа                                              | 10      | Победа           | ТКО3                       |
| 7   | 30 сентября 1995 | Адольфо Мендес         |                        | Манагуа, Никарагуа                                              | 10      | Победа           | ТКО2                       |
| 6   | 18 февраля 1995  | Бенхамин Ривас         |                        | Манагуа, Никарагуа                                              | 10      | Победа           | ТКО8                       |
| 5   | 28 января 1995   | Мигель Анхель Перес    |                        | Манагуа, Никарагуа                                              | 12      | Победа           | ТКО6                       |
| 4   | 20 мая 1994      | Давид Сальгера         |                        | Сан-Хосе, Коста-Рика                                            | 10      | Победа           | КО6                        |
| 3   | 16 февраля 1994  | Мигель Балтасар        |                        | Сан-Хосе, Коста-Рика                                            | 10      | Победа           | КО3                        |
| 2   | 1 февраля 1994   | Хосе Моралес           |                        | Сан-Хосе, Коста-Рика                                            | 10      | Победа           | КО3                        |
| 1   | 2 августа 1993   | Умберто Аранда         |                        | Сан-Хосе, Коста-Рика                                            | 10      | Поражение        | ТКО6                       |
| Бой | Дата             | Соперник               | Судьи                  | Место боя                                                       | Раундов | Результат        | Дополнительно              |